# 澳門文學獎
澳門文學獎由澳門基金會、澳門筆會合辦，宗旨是為繁榮澳門文學，鼓勵寫作。首次舉辦於1993年，每兩年舉辦一屆。共分小説、散文、新詩、戲劇四個組別。於第十二屆開始，分為「本地組」及「公開組」，並增至共散文、新詩、戲劇、短篇小説及中篇小説五個組別。

## 第六屆澳門文學獎
- 新詩組
  - 冠軍：盧傑樺《等火抓到水為止》；
  - 亞軍：鄭國偉《第七首哀歌》；
  - 季軍：黃燕燕《十二離歌》。

- 散文組
  - 冠軍：禤小華《家與家鄉》；
  - 亞軍：龔剛《時間之悟》；
  - 季軍：郭濟修《漫步在澳門歷史城區》。

- 小說組
  - 冠軍：鄧曉炯《刺客》；
  - 亞軍：周家樂《賭徒》；
  - 季軍：梁淑琪《死亡時間》。

- 戲劇組
  - 冠軍：從缺；
  - 亞軍：梁淑琪《哭泣的天使》、王智豪《江記士多》；
  - 季軍：劉居上《鋼門》、鄧曉炯《魔法寶石》。

## 第十二屆澳門文學獎（本地組）
- 散文組
  - 冠軍：從缺；
  - 亞軍：袁紹珊《白蘭地與白蘭花》；
  - 季軍：郭妙瑜《消失的放學地圖》；
  - 優異奬：麥健駿《巴士時光》、譚健鍬《果欄街的老爸》、甘駿暉《一個懷疑論者的自由》、黃燕燕《海殤》、莫羲世《無事常相見》。

- 新詩組
  - 冠軍：袁紹珊《野蠻便利店》；
  - 亞軍：鄭國偉《消失的自然聲音》；
  - 季軍：莊志豪《憂鬱之前，我們回收了整個城市》；
  - 優異奬：姚慕然《雨錄》、梅仲明《偽墓誌銘》、李潤霖《手機雜想二十四節──關注“同妻”》、鄭卓立《給詩人陶里的信》、呂志鵬《記錄‧歷史存在的一瞬》。

- 戲劇組
  - 優異奬：何凱琪《評‧衡》、鍾志業《露娜與露絲》、楊雪慧《浮生夢》。

- 短篇小說組
  - 冠軍：譚健鍬《永福圍紀事》；
  - 亞軍：伍鴻真《生如夏風》；
  - 季軍：莊志豪《匿名者們》；
  - 優異奬：周家樂《永耀茶餐室》、邱逢霖《無家可歸》、陳錦添《花面蠻姬》、留婷婷《B的休日》、陳芷楓《紅伶會館》。

- 中篇小說組
  - 優秀獎：李宇樑《血色迷宮》、席地《阿門》
  - 入選獎：《在邊緣歌唱，然後我走了》、《海角孤星》、《我們都一樣》、《層叠間》、《赤魅瞳》及《微光》。

## 第十二屆澳門文學獎（公開組）
- 散文組
  - 冠　軍：馮晏〈象徵主義的澳門〉（原載於2018年12月26日《澳門日報》）；
  - 亞　軍：陳德錦〈麻鷹‧松樹‧花崗石階〉（原載於2018年5月20日《大公報》）；
  - 季　軍：譚健鍬〈沒有庇山耶的庇山耶街〉（原載於2017年11月10日《光明日報》）；
  - 優異奬：
    - 朱少璋〈瘋堂瘋景〉（原載於2018年7月號《香港文學》）；
    - 林健新〈食得是福〉（原載於第67期《澳門筆匯》）；
    - 尹紅梅〈香雲紗──出淤泥而染的精美絶倫〉（原載於2017年9月20日《澳門日報》）；
    - 吳鈞堯〈為父親買餅〉（原載於2017年6月21日《澳門日報》）；
    - 鄭偉力〈我與我的師範實習生〉（原載於2018年2月23日、3月16日及3月23日《華僑報》）。

- 短篇小說組
  - 冠　軍：王亦馨〈到燈塔去〉（原載於2018年第6期《小說界》）；
  - 亞　軍：莊志豪〈癮〉（原載於第67期《澳門筆匯》）；
  - 季　軍：李宇樑〈那些年，我們追著巴士跑〉（原載於2018年1月號《香港作家》）；
  - 優異奬：
    - 黃春年〈失蹤者〉（原載於2018年1月號《香港作家》）；
    - 呂志鵬〈載客〉（原載於第64期《澳門筆匯》）。